# Specialskolemyndigheten
Specialskolemyndigheten (SPM) var en myndighet under Utbildningsdepartementet som ansvarade för de sex statliga specialskolorna. Myndigheten hade sitt säte i Örebro. Generaldirektör för myndigheten var Greger Bååth. Myndigheten grundades 2000 och lades ned den 1 juli 2008 då dess verksamhet övertogs av 
Specialpedagogiska skolmyndigheten.